# Лядск (Щучинский район)
Лядск (бел. Ля́дск) — деревня в Щучинском районе Гродненской области Белоруссии. Административный центр Лядского сельсовета.

## География
Расположена в 9 км в направлении на северо-запад от Щучина, в 74 км от Гродно, в 17 км от железнодорожной станции Рожанка.
Ближайшие населённые пункты Лядск Высокий, Муравьевка, Пачковщина и др.

### Гидрография
На севере деревни протекает река Спушанка.

## История
В 1905 году в Щучинской волости Лидского уезда Виленской губернии.

## Население

### Численность
- 2009 год — 73 жителей

### Динамика
- 1999 год — 127 жителей, 47 дворов (перепись населения)[2]
- 2009 год — 73 жителей (перепись населения)[3]

## Достопримечательность
- Костёл Святого Станислава (1905)[4] — католический храм. Памятник архитектуры неоготики с элементами стиля модерн.

## Галерея

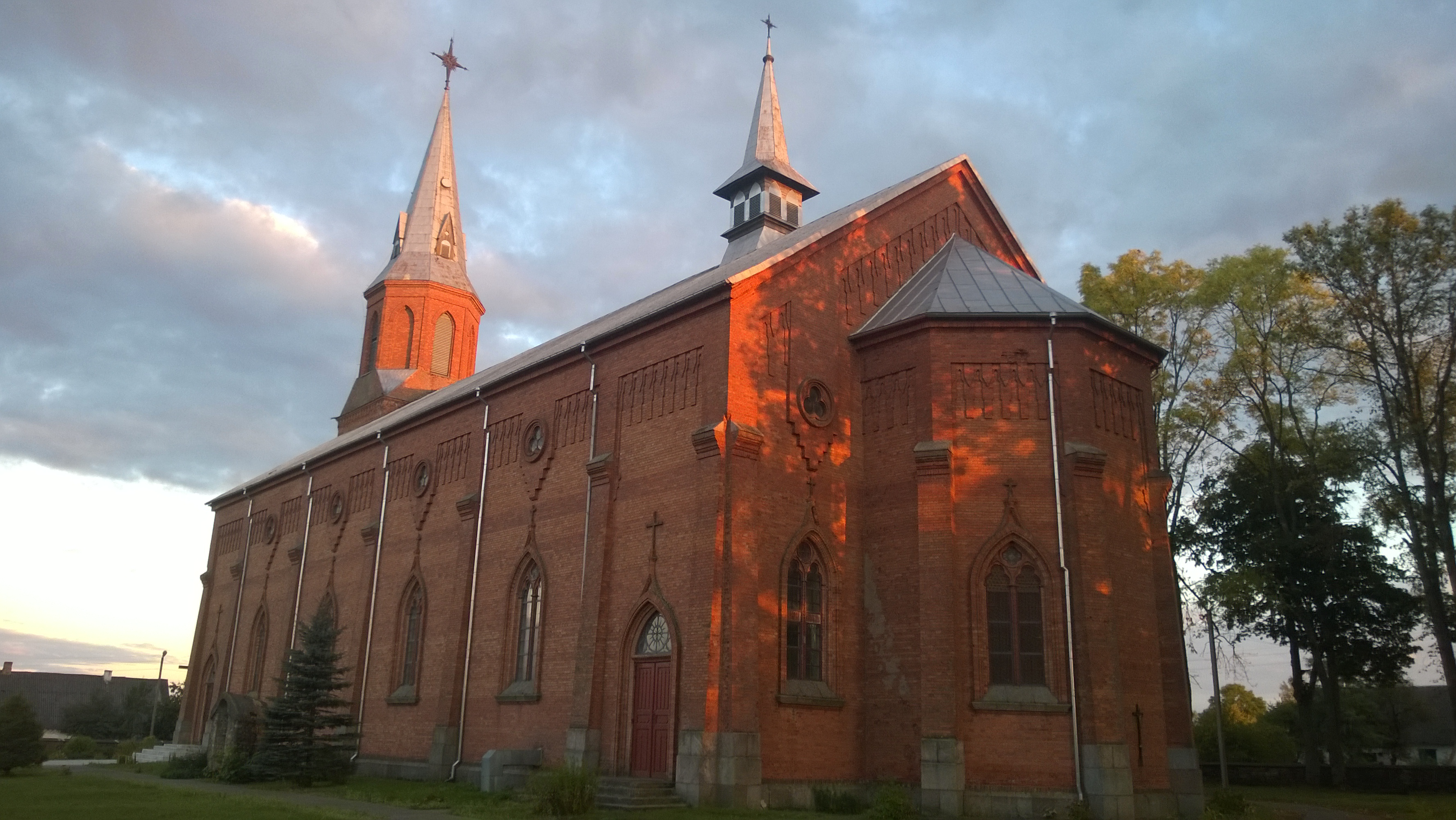
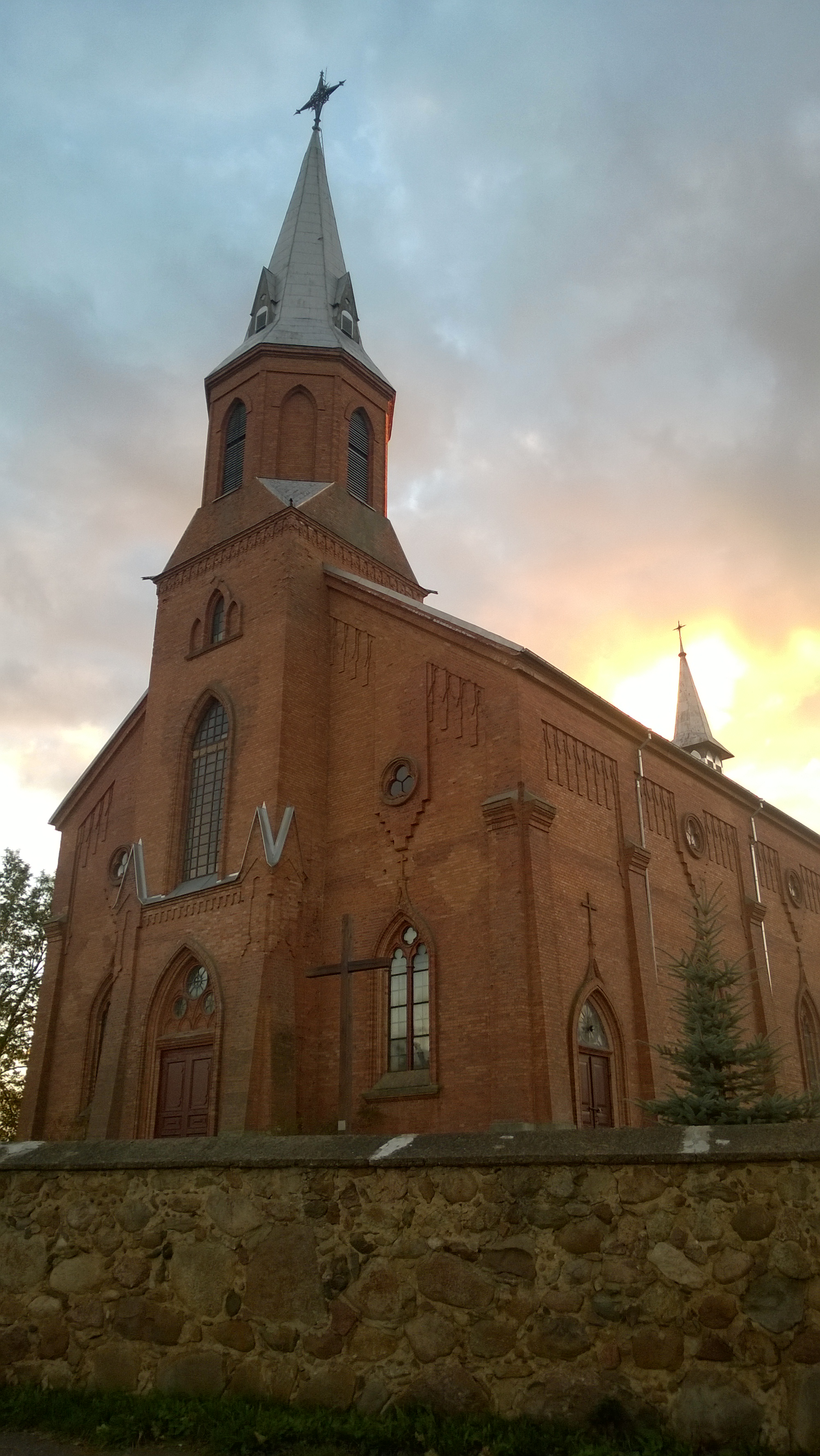
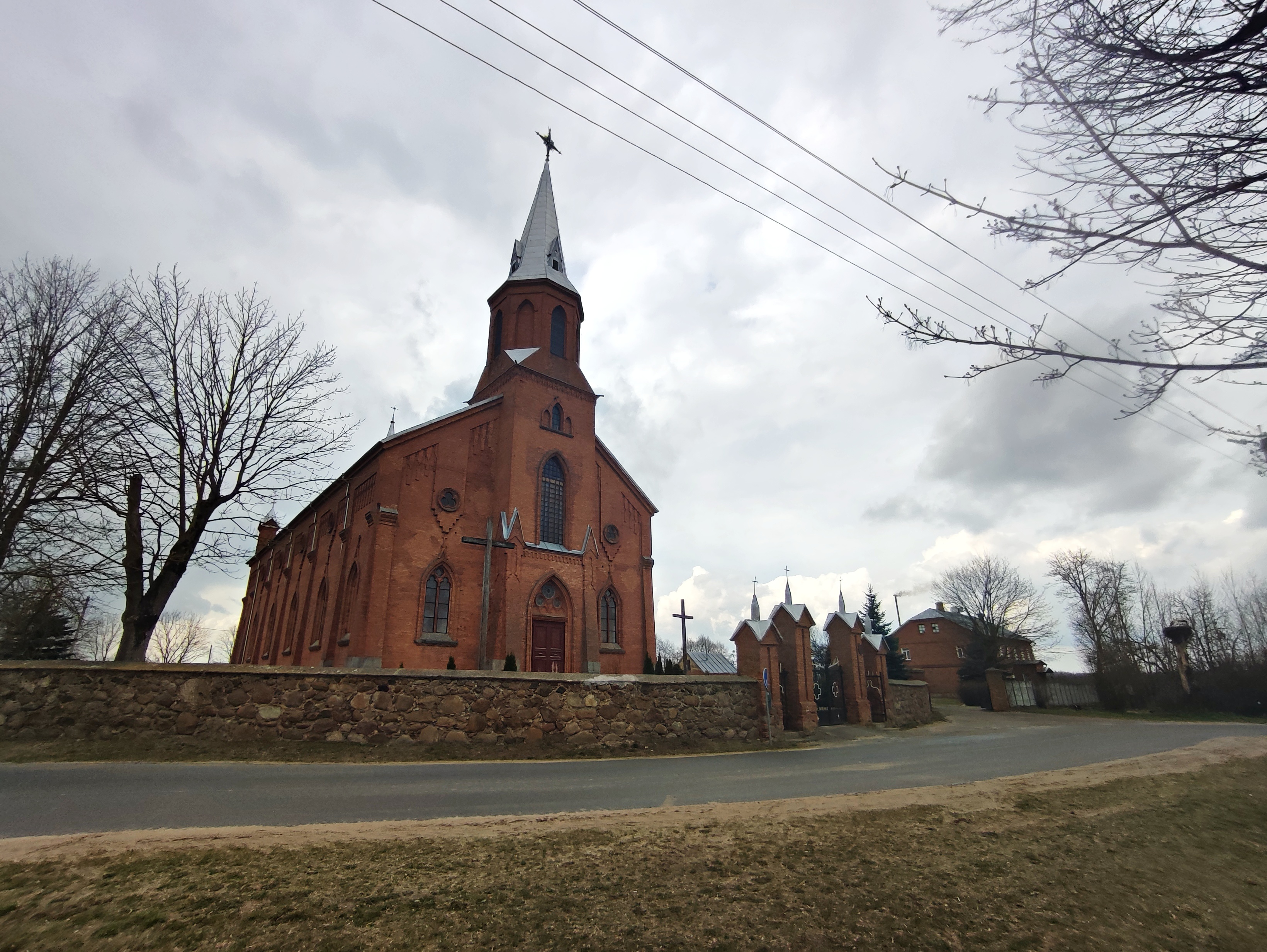
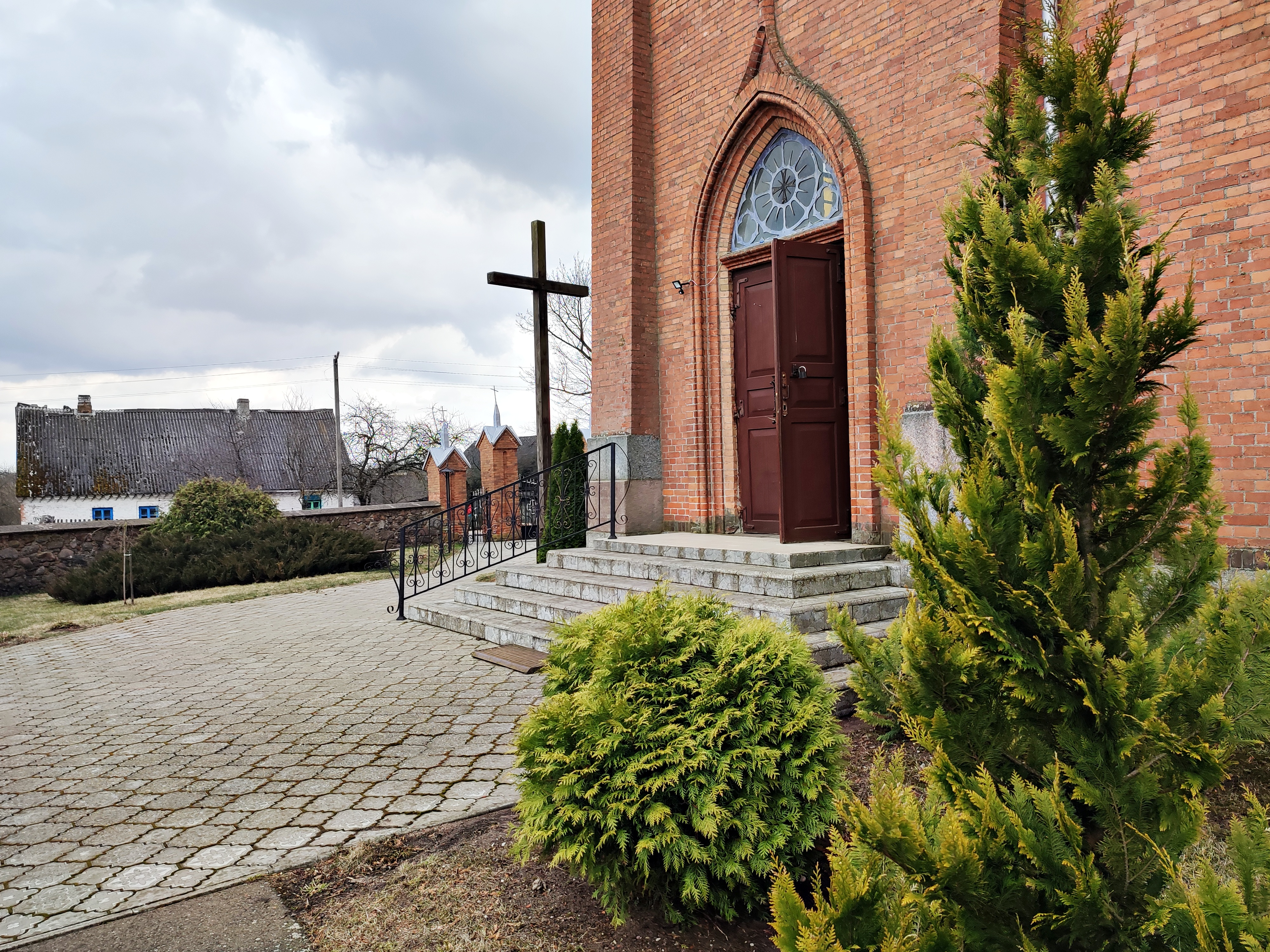
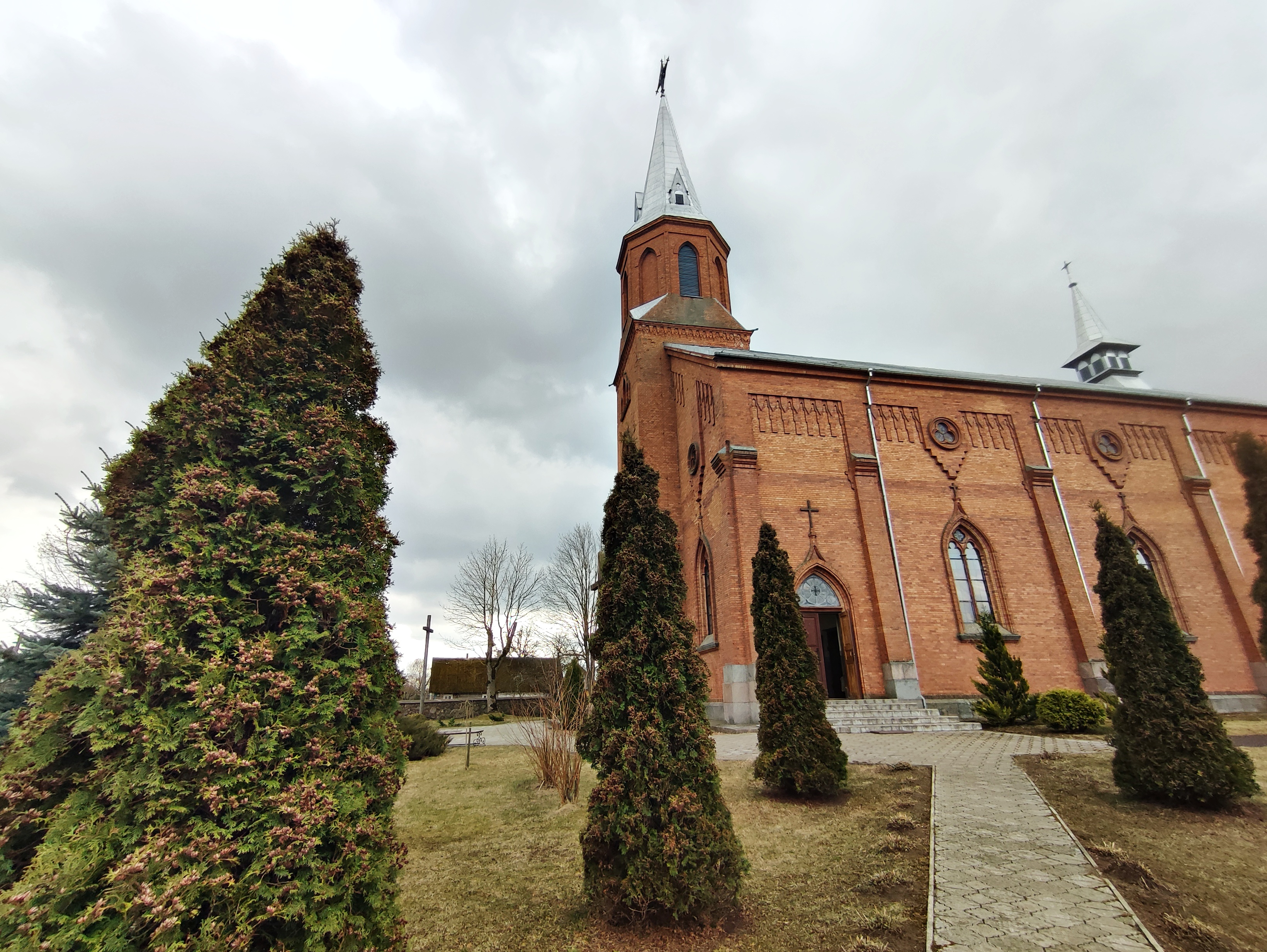
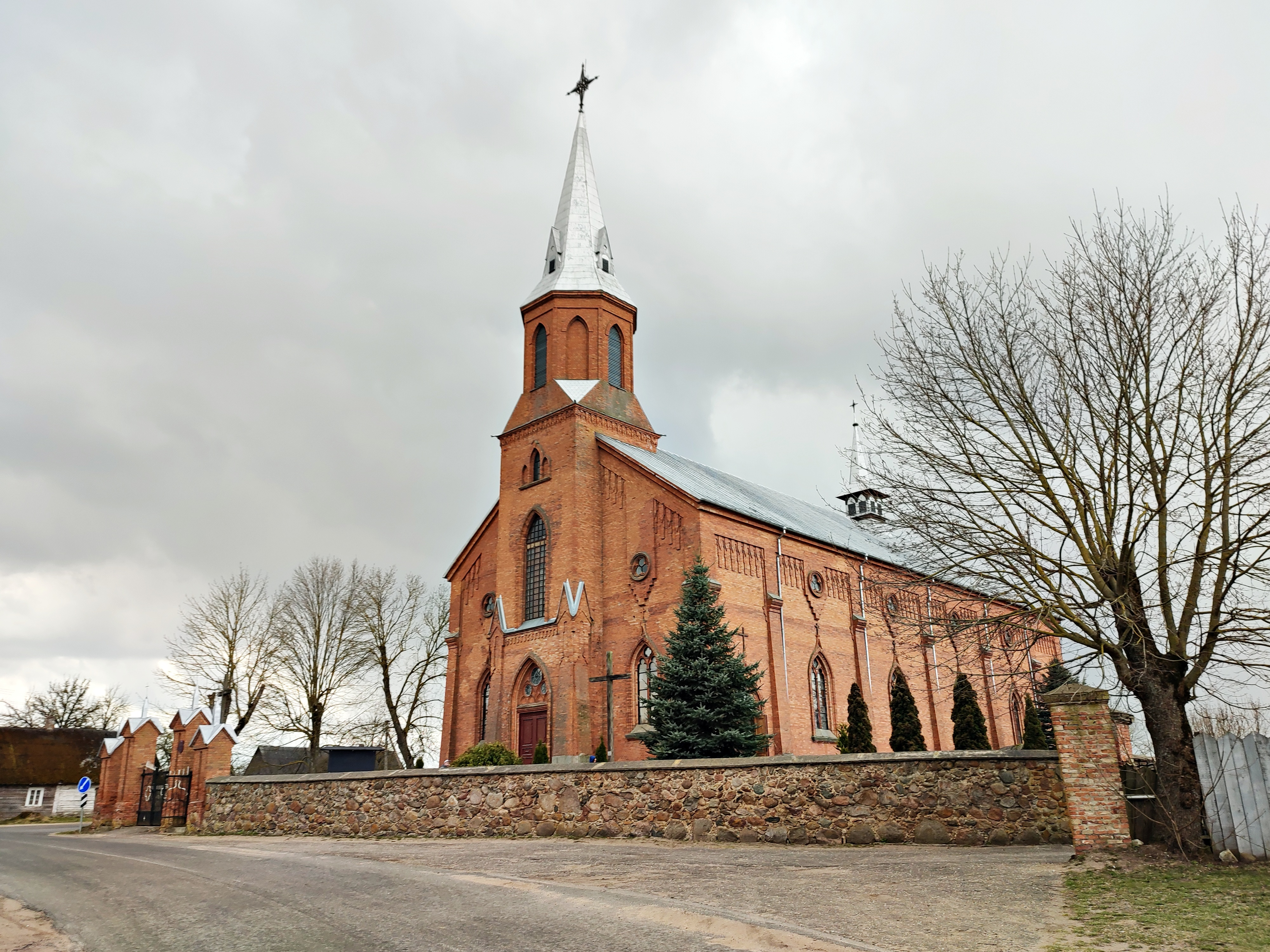